# Шугнанський хребет
Шугна́нський хребе́т — гірський хребет в Таджикистані. Відноситься до гірської системи Паміру.
Простягається із заходу на схід між долинами річок Гунт на півночі та Шахдара на півдні. На сході з'єднується з Південно-Алічурським хребтом. Найвища точка — пік Скелястий (5707 м). Вкритий льодовиками.
| Таджикистан | Це незавершена стаття з географії Таджикистану. Ви можете допомогти проєкту, виправивши або дописавши її. |